# George E. Howard
George E. Howard (3 de Junho de 1935 - 21 de Novembro de 2018) era um hebraísta americano, conhecido pela sua publicação de uma antiga edição hebraica de Mateus. Foi Professor Emérito e Chefe do Departamento de Religião e Hebraico na Universidade da Geórgia, Atenas, GA. Howard foi também um antigo Presidente da Sociedade de Literatura Bíblica, Região do Sudeste.

## Educação
Howard recebeu um bacharelato do David Lipscomb College (Nashville) em 1957, um mestrado em teologia da Harding School of Theology (Memphis) em 1961, e um doutoramento do Hebrew Union College-Jewish Institute of Religion em 1964. Estudou também em Vanderbilt e na Universidade Hebraica de Jerusalém.

## Ensinar
Ensinou pela primeira vez no David Lipscomb College (desde 1964 como Professor Assistente de Religião, Professor Associado de 1967) antes de se mudar para a Universidade da Geórgia em 1968 como Professor Assistente de Clássicos. Lá foi nomeado Professor Associado para a Religião em 1972 e (Professor Catedrático) em 1978.

## Organizações
Howard foi Tesoureiro da International Organization for Septuagint and Cognate Studies (IOSCS) de 1972 a 1974. Devido à doença de Sidney Jellicoe, Howard foi editor temporário do Bulletin of the International Organization for Septuagint and Cognate Studies.

## Obras

### Teses
- Howard, George (1959). An exegesis of Romans 11:25-26a: "and so shall all Israel be saved". [S.l.]: M.A. Thesis/dissertation. Harding College. OCLC 20374642
- Howard, George (1963). The LXX Book of Amos. [S.l.]: Ph.D Thesis/dissertation. Hebrew Union College-Jewish Institute of Religion, Cincinnati. OCLC 959381671

### Livros
- Howard, George (1971). Frank Cross and Recensional Criticism. [S.l.]: Leiden, the International Organization of Old Testament Scholars. OCLC 17910892
- Howard, George (1978). Paul: Crisis in Galatia: A Study in Early Christian Theology. [S.l.]: Cambridge; New York : Cambridge University Press. ISBN 0521217091. OCLC 3630483
- Labubnā bar Sennāḳ; Howard, George (1981). The teaching of Addai. [S.l.]: Chico, Calif.: Scholars Press. ISBN 9780891304906. OCLC 7551329
- אבן שפרוט, שם טוב; Howard, George; Shem Ṭov Ibn Shapruṭ (1987). The Gospel of Matthew according to a primitive Hebrew text. [S.l.]: Macon, Ga.: Mercer University Press. ISBN 9780865542501. OCLC 16352448
- Howard, George; Shem Ṭov Ibn Shapruṭ; Mazal Holocaust Collection (1995). Hebrew Gospel of Matthew 2 ed. [S.l.]: Macon, GA: Mercer University. ISBN 9780865544420. OCLC 32508844

### Artigos
- Howard, George (1977). «The Tetragram and the New Testament». The Society of Biblical Literature. Journal of Biblical Literature. 96 (1): 63–83. JSTOR 3265328. doi:10.2307/3265328